# Juan Manuel de Cajigal
Juan Manuel de Cajigal y Martínez (Cádiz, 1757-Guanabacoa, Capitanía General de Cuba, 26 de noviembre de 1823) fue capitán general de Venezuela y de Cuba. 
En medio de su rivalidad con el comandante José Tomás Boves —renuente a aceptar órdenes superiores— que dirigía de manera independiente la contrarrevolución en los Llanos de Venezuela,  Cajigal fue derrotado por Simón Bolívar en la primera Batalla de Carabobo el 28 de mayo de 1814.
A la muerte de Boves en la Batalla de Urica, Cajigal quedó como único jefe del ejército realista —mando disputado por Francisco Tomás Morales—, cargo al que renunció tras la llegada del general Pablo Morillo a finales de 1815. 

## Biografía
Nació en Cádiz, en 1757, hijo del Teniente General Felipe Cajigal y Niño, III marqués de la Casa Cagigal. Fue su hermano Fernando Cagigal y Mac Swing.

## Trayectoria político-militar
Miembro de una familia de la hidalguía montañesa, con antigua tradición militar en el régimen borbónico, Cajigal comenzó su carrera en el Regimiento de Asturias, donde se licenció como capitán en 1777. Después formó parte del Regimiento de Zamora y, con más de dos décadas de servicio, Cajigal llegó a Venezuela en 1799 para dirigir el Regimiento Veterano de Caracas. De 1804 a 1809 fue gobernador de la provincia de Cumaná, denominada también Nueva Andalucía, en el oriente de Venezuela.

### Guerra de Independencia de Venezuela

#### Bajo el gobierno de Monteverde
Tras la Campaña de Reconquista de Monteverde (12 de febrero-29 de julio de 1812), Cajigal regresó Venezuela desde Puerto Rico, donde se había refugiado al estallar la Revolución del 19 de abril de 1810. Promovido a mariscal de campo, en junio de 1813 se puso a la cabeza de las fuerzas realistas. Reconquistó la provincia de Barcelona tras nueve encuentros victoriosos. Tuvo que acudir en auxilio de Guayana, venciendo a las fuerzas independentistas en Santa María de Ipire.

#### Mando interino de la Capitanía General de Venezuela
Tras ser nombrado segundo jefe de Costa Firme, mantuvo Puerto Cabello bajo dominio realista. Cajigal trató de conservar los restos del viejo orden habiendo recibido el mando interino de la Capitanía General de Venezuela de manos del brigadier Domingo de Monteverde, aquejado de graves problemas de salud.

#### Rivalidad con José Tomás Boves

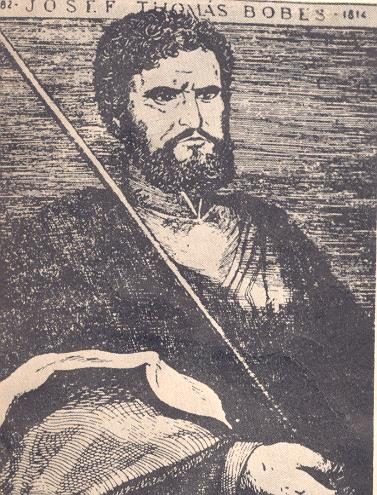
Retrato imaginario de José Tomás Boves del dibujante español Joaquín de Alba, de seudónimo Kin, y que ha pasado a ser tópico. Publicado en la revista “Norte”, de México, en 1952.

En febrero de 1813 se inició la Campaña Admirable —ofensiva militar para recuperar Venezuela— encabezada por Simón Bolívar tras haber sido preparada en Cartagena de Indias por oficiales venezolanos exiliados que reunieron un ejército gracias al apoyo de las Provincias Unidas de Nueva Granada.
Entre tanto, la unidad de José Tomás Boves se unía al ejército de Juan Manuel Cajigal, segundo de Domingo de Monteverde, que marchaba al oriente dónde otro grupo de exiliados había desembarcado el 13 de enero de 1813 en Güiria bajo el mando de Santiago Mariño, Manuel Piar y José Francisco Bermúdez, todos procedentes de la colonia británica de Trinidad, donde habían contado con apoyo británico. Establecieron su base de operaciones en Barcelona, ciudad a la que Cajigal puso bajo asedio e intentó tomar por asalto el 20 de marzo, 11 de abril y 25 de mayo, fracasando en las tres ocasiones. Por este motivo la ciudad fue llamada por Bolívar Tumba de los Tiranos.
Tras el tercer y último fracaso, Cajigal abandonó la idea de tomar Maturín y decidió apoyar a Monteverde, quien se mostraba incapaz de contener el avance triunfante de Bolívar por el occidente. Ordenó a Boves ir con su unidad de setecientos jinetes a los Llanos y reclutar a todos los locales que pudiera en nombre del rey. Pronto Boves utilizó un discurso muy demagógico contra las élites clasistas y racistas bajo el lema ¡Guerra a los blancos explotadores del pardo y del indio! ¡Las tierras de los blancos para los pardos!, unidas a promesas de botín, revancha y ascenso social.
El 6 de agosto de 1813 Bolívar entró en Caracas y se proclamó la Segunda República de Venezuela, pero aún quedaban núcleos de resistencia dispersos por Venezuela.

#### El Año terrible
Según una estimación oficial de los revolucionarios del 11 de enero de 1814, había 2200 realistas en la provincia de Coro con Carlos Miguel Salomón, 500 en San Felipe a cargo de José de Milliet, 1.500 en Apure con José Antonio Yáñez y Sebastián de la Calzada y 2000 en Calabozo a cargo de José Tomás Boves. Además de las Ciudades de Maracaibo y Puerto Cabello. Extrañamente, Boves y el otro caudillo llanero realista, Yáñez, nunca unieron sus fuerzas. Al parecer, cada uno prefería operar de manera independiente: Boves en los llanos de Calabozo (provincia de Caracas) y Yáñez en la provincia de Barinas.
Tras su victoria la Batalla de Los Magueyes, José Tomás Boves consiguió reunirse con Francisco Tomás Morales —ambos juntan más de 8.000 efectivos—. José Félix Ribas y José Francisco Bermúdez aún tienen unos 4.227 patriotas con los que salen a enfrentarlos en Urica el 5 de diciembre. La caballería del flanco derecho de Boves, encabezada por el mismo se lanzó contra su par pero fue rechazada y su general resultó muerto. En el flanco izquierdo los realistas tuvieron éxito e hicieron huir a sus enemigos logrando flanquear el centro enemigo, o sea, la infantería, poniéndola en fuga total.
El desastre republicano es definitivo —hasta 3.000 de sus soldados fallecen en ese campo—. La victoria realista fue decisiva al ser destruido el último ejército revolucionario en Venezuela (tres mil soldados republicanos murieron en aquella jornada).

### Salida de Venezuela y últimos años
En 1816 parte para España, donde fue nombrado caballero de la Orden de San Hermenegildo y caballero de la Orden de Isabel la Católica. También recibió el nombramiento oficial de capitán general de Venezuela el 6 de noviembre de 1817. Sin embargo, no salió de Cádiz hasta que no se le comunicó la orden procedente el 2 de julio de 1819 en un pliego cerrado. Tras abrirlo en alta mar, conoció la noticia de su nombramiento como capitán general de Cuba. Tomó posesión de su nuevo destino el 29 de agosto de 1819 y mantuvo la disciplina en la isla en medio de los tumultos ocasionados por la revolución de Riego, entregando el mando de la capitanía el 3 de mayo de 1821 a su sucesor, Nicolás de Mahy y Romo. Ese mismo año, debido a problemas de salud, se retiró a Guanabacoa, donde murió el 26 de noviembre de 1823, al lado de su esposa, Mercedes Ponte.

## Aspectos familiares
El mariscal Cajigal era descendiente de una familia con antigua tradición militar en el ejército borbónico. Su tío, el general Juan Manuel Cagigal y Monserrat, era amigo de Francisco de Miranda, que fue su ayudante de campo en la batalla de Pensacola durante la guerra de Independencia Americana. El matemático venezolano Juan Manuel Cagigal y Odoardo era su primo hermano.